# Kubischer Zahlkörper
In der algebraischen Zahlentheorie versteht man unter einem kubischen Zahlkörper {\displaystyle K} einen algebraischen Zahlkörper, also eine Erweiterung des Körpers {\displaystyle \mathbb {Q} } der rationalen Zahlen, vom Grad {\displaystyle \lbrack K:\mathbb {Q} \rbrack =3}. Kubische Zahlkörper sind nach den quadratischen Zahlkörpern {\displaystyle k=\mathbb {Q} ({\sqrt {d}})} und den Kreisteilungskörpern {\displaystyle \mathbb {Q} (\exp(2\pi {\sqrt {-1}}/n))} die einfachsten Zahlkörper. Sie sind aber im Gegensatz zu den letzteren nicht notwendigerweise selbst-konjugiert (normal, Galoissch), sondern können auch als Familien {\displaystyle (K,K^{\prime },K^{\prime \prime })} von je drei konjugierten Körpern auftreten. Nur die zyklischen kubischen Zahlkörper {\displaystyle K} sind selbst-konjugiert und besitzen eine Galoisgruppe {\displaystyle \mathrm {Gal} (K/\mathbb {Q} )=\langle \sigma \mid \sigma ^{3}=1\rangle } mit einem einzigen erzeugenden Automorphismus {\displaystyle \sigma } der Ordnung {\displaystyle 3}. Alle anderen kubischen Körper {\displaystyle K} können durch Komposition mit einem geeigneten quadratischen Körper {\displaystyle k} (nämlich {\displaystyle k=\mathbb {Q} ({\sqrt {d_{K}}})}) zu ihrer normalen Hülle {\displaystyle N=K\cdot k} erweitert werden. Dieser Normalkörper {\displaystyle N} eines nicht-zyklischen (und daher auch nicht-Galoisschen) kubischen Zahlkörpers {\displaystyle K} ist eine Erweiterung vom Absolutgrad {\displaystyle \lbrack N:\mathbb {Q} \rbrack =6} mit der symmetrischen Gruppe der Ordnung {\displaystyle 6} als Galoisgruppe {\displaystyle G=\mathrm {Gal} (N/\mathbb {Q} )=\langle \sigma ,\tau \mid \sigma ^{3}=1,\ \tau ^{2}=1,\ \sigma \tau =\tau \sigma ^{-1}\rangle }. Der Verband der sechs Teilkörper von {\displaystyle N} entspricht nach dem Hauptsatz der Galoistheorie bijektiv (umkehrbar eindeutig, ein-eindeutig) dem Verband der sechs Untergruppen von {\displaystyle G}. Dabei sind die drei Normalkörper {\displaystyle N=\mathrm {Fix} (1)}, {\displaystyle k=\mathrm {Fix} (\langle \sigma \rangle )}, {\displaystyle \mathbb {Q} =\mathrm {Fix} (G)} durch die Galois-Korrespondenz den drei selbst-konjugierten Untergruppen {\displaystyle 1}, {\displaystyle \langle \sigma \rangle }, {\displaystyle \langle \sigma ,\tau \rangle } zugeordnet, während die drei konjugierten kubischen Körper {\displaystyle K=\mathrm {Fix} (\langle \tau \rangle )}, {\displaystyle K^{\prime }=K^{\sigma }=\mathrm {Fix} (\langle \sigma \tau \rangle )}, {\displaystyle K^{\prime \prime }=K^{\sigma ^{2}}=\mathrm {Fix} (\langle \sigma ^{2}\tau \rangle )} mit den drei konjugierten Untergruppen {\displaystyle \langle \tau \rangle }, {\displaystyle \langle \tau \sigma ^{2}\rangle =\sigma ^{-1}\langle \tau \rangle \sigma }, {\displaystyle \langle \tau \sigma \rangle =\sigma ^{-2}\langle \tau \rangle \sigma ^{2}} korrespondieren.

## Unterschiede zu quadratischen Zahlkörpern
Während jeder quadratische Körper {\displaystyle k} durch eine Radikal-Erweiterung {\displaystyle k=\mathbb {Q} ({\sqrt {d}})} mit einem quadratfreien Radikanden {\displaystyle d\in \mathbb {Z} \setminus \lbrace 0,1\rbrace } dargestellt werden kann (dazu beachte man, dass, auch wenn {\displaystyle k=\mathbb {Q} (\theta )} durch eine Nullstelle {\displaystyle m(\theta )=0} eines nicht-reinen quadratischen Polynoms {\displaystyle m(X)=m_{\theta }(X)=X^{2}-sX+n\in \mathbb {Z} \lbrack X\rbrack } erzeugt ist, das primitive Element {\displaystyle \theta } aufgrund der quadratischen Lösungsformel als {\displaystyle \theta ={\frac {1}{2}}(s+{\sqrt {d_{m}}})} und sein Konjugiertes als {\displaystyle \theta ^{\prime }={\frac {1}{2}}(s-{\sqrt {d_{m}}})} dargestellt werden kann mit der Diskriminante {\displaystyle d_{m}=s^{2}-4n} von {\displaystyle m(X)}, also {\displaystyle \theta ,\theta ^{\prime }\in \mathbb {Q} ({\sqrt {d_{m}}})} aber umgekehrt auch mit dem Satz von Vieta {\displaystyle s=\theta +\theta ^{\prime }}, {\displaystyle n=\theta \theta ^{\prime }}, {\displaystyle \theta ^{\prime }={\frac {\theta \theta ^{\prime }}{\theta }}={\frac {n}{\theta }}\in \mathbb {Q} (\theta )} und daher {\displaystyle {\sqrt {d_{m}}}=\theta -\theta ^{\prime }\in \mathbb {Q} (\theta )}), ist dies nur für reine kubische Zahlkörper {\displaystyle K=\mathbb {Q} ({\sqrt[{3}]{d}})} mit einem kubenfreien Radikanden {\displaystyle d=ab^{2}>1} möglich, wobei {\displaystyle a} und {\displaystyle b} quadratfreie teilerfremde natürliche Zahlen sind. Ist zusätzlich {\displaystyle a>b\geq 1}, so spricht man von einem normalisierten Radikanden {\displaystyle d}. Im Gegensatz zu einem quadratischen Zahlkörper {\displaystyle k=\mathbb {Q} ({\sqrt {d}})}, der durch seine Diskriminante, {\displaystyle d_{k}=4d} für {\displaystyle d\equiv 2,3\,(\mathrm {mod} \,4)} beziehungsweise {\displaystyle d_{k}=d} für {\displaystyle d\equiv 1\,(\mathrm {mod} \,4)}, bis auf Isomorphie eindeutig gekennzeichnet ist, kann es mehrere nicht-isomorphe kubische Körper {\displaystyle K_{1},\ldots ,K_{m}} mit übereinstimmender Diskriminante {\displaystyle d_{K_{1}}=\ldots =d_{K_{m}}} geben. Diese bilden dann ein Multiplett {\displaystyle (K_{1},\ldots ,K_{m})} mit Vielfachheit (Multiplizität) {\displaystyle m}, das zum Beispiel nach streng aufsteigenden Regulatoren {\displaystyle R_{1}<R_{2}<\ldots <R_{m}} angeordnet werden kann.

## Erzeugende Polynome
Ein kubischer Zahlkörper {\displaystyle K} kann durch Adjunktion einer Nullstelle {\displaystyle \theta } eines normierten irreduziblen Polynoms dritten Grades mit ganzzahligen Koeffizienten an den rationalen Zahlkörper {\displaystyle \mathbb {Q} } gebildet werden, also {\displaystyle K=\mathbb {Q} (\theta )}. Dieses Polynom ist dann automatisch das Minimalpolynom {\displaystyle m(X)=m_{\theta }(X)} der Nullstelle {\displaystyle \theta }, also {\displaystyle m(X)=X^{3}-sX^{2}+qX-n\in \mathbb {Z} \lbrack X\rbrack }. Dabei ist die Bezeichnung der Koeffizienten von m(X) motiviert durch ihre Darstellung als elementar-symmetrische Polynome (ESP), die in der älteren Literatur als symmetrische Grundfunktionen bezeichnet werden. Ist {\displaystyle m(X)=(X-\theta )\cdot (X-\theta ^{\prime })\cdot (X-\theta ^{\prime \prime })} die Zerlegung von {\displaystyle m(X)} in Linearfaktoren über dem Zerfällungskörper {\displaystyle N}, dann folgt durch Ausmultiplizieren {\displaystyle m(X)=(X-\theta )\cdot (X^{2}-\theta ^{\prime }X-\theta ^{\prime \prime }X+\theta ^{\prime }\theta ^{\prime \prime })=X^{3}-\theta X^{2}-\theta ^{\prime }X^{2}-\theta ^{\prime \prime }X^{2}+\theta \theta ^{\prime }X+\theta \theta ^{\prime \prime }X+\theta ^{\prime }\theta ^{\prime \prime }X-\theta \theta ^{\prime }\theta ^{\prime \prime }=X^{3}-sX^{2}+qX-n} mit dem linearen ESP {\displaystyle s=\theta +\theta ^{\prime }+\theta ^{\prime \prime }}, der Spur von {\displaystyle \theta }, dem quadratischen ESP {\displaystyle q=\theta \theta ^{\prime }+\theta ^{\prime }\theta ^{\prime \prime }+\theta ^{\prime \prime }\theta } und dem kubischen ESP {\displaystyle n=\theta \theta ^{\prime }\theta ^{\prime \prime }}, der Norm von {\displaystyle \theta }.

## Diskriminanten
Da die Diskriminante eines allgemeinen kubischen Polynoms {\displaystyle P(X)=aX^{3}+bX^{2}+cX+d\in \mathbb {Q} \lbrack X\rbrack } durch den Ausdruck {\displaystyle d_{P}=18abcd-4ac^{3}-27a^{2}d^{2}+b^{2}c^{2}-4b^{3}d} gegeben ist, ergibt sich für das Minimalpolynom {\displaystyle m(X)} des primitiven Elementes {\displaystyle \theta } von {\displaystyle K=\mathbb {Q} (\theta )} speziell {\displaystyle d_{m}=18sqn-4q^{3}-27n^{2}+s^{2}q^{2}-4s^{3}n}. Wie jeder algebraische Zahlkörper besitzt auch ein kubischer Körper K eine Hauptordnung {\displaystyle {\mathcal {O}}_{K}} (den Ring seiner ganzen algebraischen Elemente oder kurz Ganzheitsring), welche die Gleichungsordnung {\displaystyle \mathbb {Z} \lbrack \theta \rbrack } als Teilordnung vom Index {\displaystyle i_{m}=({\mathcal {O}}_{K}:\mathbb {Z} \lbrack \theta \rbrack )} enthält. Man nennt {\displaystyle i_{m}} den Index des Polynoms {\displaystyle m(X)} und es gilt die grundlegende Beziehung {\displaystyle d_{m}=i_{m}^{2}\cdot d_{K}} zwischen der Diskriminante {\displaystyle d_{K}} des Körpers (beziehungsweise seiner Hauptordnung {\displaystyle {\mathcal {O}}_{K}}) und der Polynomdiskriminante {\displaystyle d_{m}}.

## Reelle und komplexe Einbettungen
Die Signatur {\displaystyle (r_{1},r_{2})} eines algebraischen Zahlkörpers {\displaystyle K} vom Grad {\displaystyle \lbrack K:\mathbb {Q} \rbrack =g} gibt die Anzahl {\displaystyle r_{1}} der reellen Einbettungen {\displaystyle \phi :\,K\hookrightarrow \mathbb {R} } und die Anzahl {\displaystyle r_{2}} der Paare von konjugiert komplexen Einbettungen {\displaystyle \psi ,{\bar {\psi }}:\,K\hookrightarrow \mathbb {C} } von {\displaystyle K} an und genügt der Beziehung {\displaystyle r_{1}+2r_{2}=g}. Für ungeraden Grad {\displaystyle g} muss also auch {\displaystyle r_{1}} ungerade sein, weil jedes Polynom ungeraden Grades mit reellen Koeffizienten mindestens eine reelle Nullstelle besitzt. Insbesondere gibt es für die Signatur eines kubischen Körpers mit {\displaystyle g=3} nur zwei Möglichkeiten: entweder {\displaystyle (r_{1},r_{2})=(1,1)} für einen einfach-reellen kubischen Zahlkörper oder {\displaystyle (r_{1},r_{2})=(3,0)} für einen dreifach-reellen (total-reellen) kubischen Zahlkörper.

## Einheiten-Gruppen
Allgemein ergibt sich aus der Signatur {\displaystyle (r_{1},r_{2})} eines algebraischen Zahlkörpers {\displaystyle K} nach dem Einheitensatz von Dirichlet sogleich die Struktur der Einheitengruppe {\displaystyle U_{K}} von {\displaystyle K} (genauer von der Hauptordnung {\displaystyle {\mathcal {O}}_{K}}) als direktes Produkt der Torsions-Untergruppe der in {\displaystyle K} enthaltenen Einheitswurzeln {\displaystyle \mu _{K}} und einer freien abelschen Gruppe vom torsionsfreien Einheitenrang {\displaystyle r=r_{1}+r_{2}-1}, also {\displaystyle U_{K}\simeq \mu _{K}\times \mathbb {Z} ^{r}}. Die Einheitengruppe {\displaystyle U_{N}} des Normalkörpers {\displaystyle N} eines nicht-Galoisschen kubischen Zahlkörpers {\displaystyle K} enthält die von den Einheitengruppen aller Teilkörper erzeugte Untergruppe {\displaystyle U_{0}=\langle U_{k},U_{K},U_{K^{\prime }},U_{K^{\prime \prime }}\rangle }. Da sich jede Einheit in {\displaystyle U_{K^{\prime \prime }}} aufgrund der Norm-Beziehung {\displaystyle \pm 1=N_{K/\mathbb {Q} }(\varepsilon )=\varepsilon \varepsilon ^{\sigma }\varepsilon ^{\sigma ^{2}}=\varepsilon \varepsilon ^{\prime }\varepsilon ^{\prime \prime }} als Produkt {\displaystyle \varepsilon ^{\prime \prime }={\frac {\pm 1}{\varepsilon \varepsilon ^{\prime }}}} von Einheiten in {\displaystyle U_{K}\cdot U_{K^{\prime }}} darstellen lässt, kann die Untergruppe der Teilkörpereinheiten auch zu {\displaystyle U_{0}=U_{k}\cdot U_{K}\cdot U_{K^{\prime }}} vereinfacht werden.

## Einfach-reelle kubische Zahlkörper
Ein einfach-reeller kubischer Zahlkörper {\displaystyle K} besitzt die Signatur {\displaystyle (r_{1},r_{2})=(1,1)}. Er ist zwar selbst reell, aber seine beiden Konjugierten, {\displaystyle K^{\prime }} und {\displaystyle K^{\prime \prime }}, sind komplex, weshalb {\displaystyle K} auch (etwas irreführend) als komplexer kubischer Zahlkörper bezeichnet wird. Sein Normalkörper {\displaystyle N} ist total-komplex mit Signatur {\displaystyle (0,3)} und dessen quadratischer Teilkörper {\displaystyle k} ist imaginär-quadratisch mit Signatur {\displaystyle (0,1)}. Die Einheitengruppen von {\displaystyle N}, {\displaystyle K}, {\displaystyle k} besitzen die torsionsfreien Ränge {\displaystyle r_{N}=0+3-1=2}, {\displaystyle r_{K}=1+1-1=1}, {\displaystyle r_{k}=0+1-1=0}, und die Strukturen {\displaystyle U_{N}=\mu _{N}\times \langle E_{1},E_{2}\rangle \simeq \mu _{N}\times \mathbb {Z} ^{2}} mit einem Fundamentalsystem {\displaystyle (E_{1},E_{2})}, {\displaystyle U_{K}=\mu _{K}\times \langle \varepsilon _{0}\rangle \simeq \mu _{K}\times \mathbb {Z} } mit Grundeinheit {\displaystyle \varepsilon _{0}}, die meist im Bereich {\displaystyle 0<\varepsilon _{0}<1} oder {\displaystyle 1<\varepsilon _{0}<\infty } gewählt wird, und {\displaystyle U_{k}=\mu _{k}} ohne torsionsfreie Einheit. Die enthaltenen Einheitswurzeln sind {\displaystyle \mu _{K}=\langle -1\rangle \simeq \mathbb {Z} /2\mathbb {Z} } und stimmen bis auf zwei Spezialfälle mit {\displaystyle \mu _{N}=\mu _{k}} überein. Die Ausnahmen sind {\displaystyle \mu _{N}=\mu _{k}=\langle \zeta _{4}\rangle \simeq \mathbb {Z} /4\mathbb {Z} } für {\displaystyle k=\mathbb {Q} ({\sqrt {-1}})} und {\displaystyle \mu _{N}=\mu _{k}=\langle \zeta _{6}\rangle \simeq \mathbb {Z} /6\mathbb {Z} } für {\displaystyle k=\mathbb {Q} ({\sqrt {-3}})}. Die Klassenzahlen der drei Körper {\displaystyle N}, {\displaystyle K} und {\displaystyle k} stehen zueinander in der Beziehung {\displaystyle h_{N}={\frac {i_{N}}{3}}\cdot h_{K}^{2}\cdot h_{k}} von Arnold Scholz, wobei der Einheitenindex {\displaystyle i_{N}=(U_{N}:U_{0})\in \lbrace 1,3\rbrace } zwei Werte annehmen kann.

## Total-reelle kubische Zahlkörper
Ein dreifach-reeller kubischer Zahlkörper {\displaystyle K} besitzt die Signatur {\displaystyle (r_{1},r_{2})=(3,0)}. Er ist also wie seine beiden Konjugierten, {\displaystyle K^{\prime }} und {\displaystyle K^{\prime \prime }}, reell. Sein Normalkörper {\displaystyle N} ist total-reell mit Signatur {\displaystyle (6,0)} und dessen quadratischer Teilkörper {\displaystyle k} ist reell-quadratisch mit Signatur {\displaystyle (2,0)}. Die Einheitengruppen von {\displaystyle N}, {\displaystyle K}, {\displaystyle k} besitzen die torsionsfreien Ränge {\displaystyle r_{N}=6+0-1=5}, {\displaystyle r_{K}=3+0-1=2}, {\displaystyle r_{k}=2+0-1=1}, und die Strukturen {\displaystyle U_{N}=\mu _{N}\times \langle \eta ,E_{1},E_{2},E_{3},E_{4}\rangle \simeq \mu _{N}\times \mathbb {Z} ^{5}} mit einem Fundamentalsystem {\displaystyle (\eta ,E_{1},E_{2},E_{3},E_{4})}, {\displaystyle U_{K}=\mu _{K}\times \langle \varepsilon _{1},\varepsilon _{2}\rangle \simeq \mu _{K}\times \mathbb {Z} ^{2}} mit einem Fundamentalsystem {\displaystyle (\varepsilon _{1},\varepsilon _{2})}, und {\displaystyle U_{k}=\mu _{k}\times \langle \eta \rangle \simeq \mu _{K}\times \mathbb {Z} } mit Grundeinheit {\displaystyle \eta }. Die enthaltenen Einheitswurzeln sind übereinstimmend {\displaystyle \mu _{N}=\mu _{K}=\mu _{k}=\langle -1\rangle \simeq \mathbb {Z} /2\mathbb {Z} }, weil sämtlich reell. Die Klassenzahlen der drei Körper {\displaystyle N}, {\displaystyle K} und {\displaystyle k} genügen der Formel {\displaystyle h_{N}={\frac {i_{N}}{9}}\cdot h_{K}^{2}\cdot h_{k}} von Arnold Scholz, wobei der Einheitenindex {\displaystyle i_{N}=(U_{N}:U_{0})\in \lbrace 1,3,9\rbrace } drei Werte annehmen kann. Diese drei Werte erlauben eine grobe Klassifikation der total-reellen kubischen Zahlkörper nach der Galois-Kohomologie der Einheitengruppe ihrer Normalkörper im Sinne von Nicole Moser. Dem Index {\displaystyle i_{N}=1} mit {\displaystyle E_{1}=\varepsilon _{1},E_{2}=\varepsilon _{1}^{\prime },E_{3}=\varepsilon _{2},E_{4}=\varepsilon _{2}^{\prime }} entspricht der Typ {\displaystyle \alpha }, aber für die anderen beiden Werte sind je zwei Typen möglich, nämlich Typ {\displaystyle \beta } oder {\displaystyle \delta } für {\displaystyle i_{N}=3} und Typ {\displaystyle \gamma } oder {\displaystyle \varepsilon } für {\displaystyle i_{N}=9}.

## Normalkörper als Ringklassenkörper
Als zyklisch kubische Relativerweiterung {\displaystyle N/k} des quadratischen Teilkörpers {\displaystyle k} ist der Normalkörper {\displaystyle N} eines nicht-Galoisschen kubischen Zahlkörpers {\displaystyle K} ein Klassenkörper von {\displaystyle k}, genauer ein {\displaystyle 3}-Ringklassenkörper nach einem ganzzahligen Führer {\displaystyle f}, weil {\displaystyle \lbrack N:k\rbrack =3} und {\displaystyle \mathrm {Gal} (N/\mathbb {Q} )} nicht abelsch ist. Der Führer bestimmt die Verzweigung der Primzahlen von {\displaystyle \mathbb {Q} } in {\displaystyle K} und der Primideale von {\displaystyle k} in {\displaystyle N} und erfüllt die Beziehung {\displaystyle d_{K}=f^{2}\cdot d_{k}} von Helmut Hasse, wobei {\displaystyle d_{K},d_{k}} die Diskriminanten von {\displaystyle K,k} bedeuten. Mehrere nicht-isomorphe kubische Zahlkörper {\displaystyle K_{1},\ldots ,K_{m}} können denselben Führer {\displaystyle f} besitzen und bilden dann ein Multiplett {\displaystyle (K_{1},\ldots ,K_{m})} der Vielfachheit (Multiplizität) {\displaystyle m}. Aufgrund der Hasseschen Beziehung {\displaystyle d_{K}=f^{2}\cdot d_{k}} sind die Normalkörper {\displaystyle (N_{1},\ldots ,N_{m})} eines Multipletts zyklisch kubische Relativerweiterungen eines gemeinsamen quadratischen Teilkörpers {\displaystyle k=\mathbb {Q} ({\sqrt {d_{K}}})=\mathbb {Q} ({\sqrt {d_{k}}})}, weil das Quadrat {\displaystyle f^{2}} des Führers für den quadratischen Radikanden {\displaystyle d_{k}} irrelevant ist.

## Tabellen von kubischen Zahlkörpern
Die umfangreichsten Zusammenstellungen von Invarianten kubischer Zahlkörper stammen von G. W. Fung und H. C. Williams für einfach-reelle kubische Zahlkörper {\displaystyle K} mit Diskriminante {\displaystyle -10^{6}<d_{K}<0} und von V. Ennola und R. Turunen für total-reelle kubische Zahlkörper {\displaystyle K} mit Diskriminante {\displaystyle 0<d_{K}<5\cdot 10^{5}}. Sie enthalten Regulatoren {\displaystyle R_{K}} und Klassenzahlen {\displaystyle h_{K}}, die mit dem Algorithmus von G. F. Voronoi berechnet wurden. Letztere Tafel wurde neulich in zweifacher Hinsicht überboten durch die Klassifikation aller Multiplette {\displaystyle (K_{1},\ldots ,K_{m})} von total-reellen kubischen Zahlkörpern mit Diskriminante {\displaystyle 0<d_{K}<10^{7}} durch D. C. Mayer. Außer dem erweiterten Diskriminantenbereich bietet diese Klassifikation erstmalig tieferliegende Invarianten in Form einer Verfeinerung der fünf Typen {\displaystyle \alpha ,\beta ,\gamma ,\delta ,\varepsilon } von N. Moser zu neun Untertypen {\displaystyle \alpha _{1},\alpha _{2},\alpha _{3},\beta _{1},\beta _{2},\gamma ,\delta _{1},\delta _{2},\varepsilon } nach der Galois-Kohomologie der Einheitengruppen der Normalkörper {\displaystyle (N_{1},\ldots ,N_{m})}. Sie wurde mit völlig neuartigen Methoden durch Auffassung der Normalkörper {\displaystyle (N_{1},\ldots ,N_{m})} als {\displaystyle 3}-Ringklassenkörper nach {\displaystyle 3}-zulässigen Führern {\displaystyle f} unter Verwendung der klassenkörpertheoretischen Routinen von C. Fieker im Computeralgebrasystem Magma konstruiert. Nichtsdestoweniger ist der Algorithmus von Voronoi nach wie vor ein unerlässliches Hilfsmittel für die Konstruktion der Gitter-Minima einer Ordnung in einem kubischen Zahlkörper, die in Magma bisher noch nicht implementiert ist. Das wurde vor kurzem anhand einer unendlichen Serie monogener einfach-reeller kubischer Zahlkörper von A. Soullami und D. C. Mayer demonstriert. Die bisher umfangreichste Klassifikation von reinen kubischen Zahlkörpern {\displaystyle K=\mathbb {Q} ({\sqrt[{3}]{d}})} mit normalisierten Radikanden {\displaystyle d<10^{6}} wurde von S. Aouissi, D. C. Mayer und Koautoren durchgeführt.